# Martha Wilson
Pour les articles homonymes, voir Wilson.
Martha Wilson, née en décembre 1947 à Philadelphie, en Pennsylvanie (États-Unis), est une artiste féministe performeuse américaine. Fondatrice et directrice de la Franklin Furnace Archive, elle est connue pour ses œuvres photographiques et ses vidéos novatrices qui explorent sa subjectivité de femme à travers le jeu de rôles, le travestissement et la mise en scène de l'usurpation d'identité de personnalités remarquables, ainsi que pour sa promotion du livre d'artiste et de la performance comme medium artistique à part entière.

## Biographie

### Études
Après avoir fréquenté l'école préparatoire quaker George de sa ville natale de Newtown en Pennsylvanie, Wilson passe un B. A. avec mention honorifique au Collège Wilmington, un collège quaker dans l'Ohio en 1969. Elle poursuit ses études en entrant à l'université Dalhousie en 1971, à Halifax, en Nouvelle-Écosse (Canada) avant de commencer son travail d'enseignement au Nova Scotia College of Art and Design (NSCAD) à Halifax, alors considéré comme un centre de l'art conceptuel. Elle se sent exclue de la communauté NSCAD de l'art conceptuel, qui se montre hésitante à la prendre au sérieux en tant que femme et jeune artiste. 
Au début des années 1970, alors qu'elle étudie encore, elle commence à faire des vidéos et des photos accompagnées de textes basés sur des performances. Quand elle déménage à New York en 1974, elle continue à développer ses performances vidéos et ses textes photos. Ce faisant, elle attire l'attention aux États-Unis pour ses œuvres, costumes, personnages et performances. Elle transforme le loft de sa propre maison en espace de performance et d'exposition géré par des artistes, fondant ce faisant en 1974 la Franklin Furnace Archive, un espace autogéré par les artistes qui se concentre sur l'exploration et la promotion de livres d'artistes, de l'installation artistique, de la vidéo et l'art de la performance. Elle devient également la directrice de cet établissement. En raison de leur contenu ces œuvres remettent en question les normes des performances, des œuvres d'art et des livres. Parmi les aspects fondamentaux abordés par la diffusion des archives, se trouve la question du rôle des artistes dans les organisations des arts visuels, et les attentes autour de ce qui est acceptable ou pas dans l'art.

### Carrière
Wilson se concentre rapidement sur la performance en utilisant son propre corps comme medium. Ce choix l'éloigne encore de ses pairs artistes, qui dénigrent le travail de la performance par principe, par respect de « la rupture cartésienne de l'asservissement du corps à l'esprit ». Elle crée des autoportraits intitulés A Portfolio of Models (« Un Portfolio de modèles ») où elle pose en figurant des identités de genres variées telles que « la déesse, la femme au foyer, la lesbienne et la professionnelle ». En travaillant sur des jeux de rôles et en mettant en scène des mascarades, « le processus d'auto-identification est perçu comme essentiellement positif, car il débarrassait un espace qui pouvait être dès lors rempli de sa propre apparence auto déterminée et sa subjectivité d'agent ». Wilson utilise du maquillage pour opérer sa transformation, en produisant une image de son visage pour sa performance où elle devient en elle-même un espace transcendant les normes de genre en montrant comment le public opère des classifications et ce qu'il attend des diverses expressions de genre féminin. Selon les propres mots de Wilson, « l'absence de soi est l'espace de liberté dans lequel l'expression joue. D'où l'obstacle, soit la surface peinte, devient ironiquement le moyen d'expression »[réf. souhaitée]. Au début de sa carrière, son travail est essentiellement autobiographique. Toutefois plus tard, la subjectivité féminine tend à disparaître à travers son travail de jeux de rôle et de transformations en type de femmes différents grâce aux costumes et au recours aux identités d'autres personnes. En 1976, elle devient membre de Disband, un groupe composé exclusivement de femmes artistes et performeuses qui produisent des chansons féministes. À travers ce travail avec Disband elle crée et développe le personnage de Alexander M. Plague Jr.. Ce personnage de fiction, parmi beaucoup d'autres aussi bien fictionnels que réels, est utilisé tout au long de sa carrière, tout comme celui de Barbara Bush.

#### Directrice de laFranklin Furnace
Entre 1976 et 1996 la Franklin Furnace expose dans la devanture sur la Franklin Street à Tribeca dans le Lower Manhattan. Les archives proposent des expositions de livres d'artistes et des installations au public. La Franklin Furnace s'est depuis réinventée en tant qu'« institution virtuelle », pour laquelle le but principal est de fournir des financements aux artistes, de se focaliser sur l'éducation de l'art et la publication en ligne d'œuvres qui ne sont pas habituellement visibles pour le public.

#### Membre du groupe Disband
Disband, groupe exclusivement formé de femmes artistes basé à New York de 1978 à 1982, est composé de Wilson, IIona Granet, Donna Hennes, Ingrid Sischy et Diane Torr,. Le groupe ne se voit pas comme des musiciennes, mais comme un groupe d'artistes qui produisent de la musique en utilisant des mots parlés et du bruit, en créant des chansons telles que  Every Girl, Hey Baby, et Fashions. Le son du groupe est a cappella, et il se produit essentiellement dans l'espace de la devanture de la Franklin Furnace. En 2008 le groupe se reforme et se produit au MoMA PS1, en tant que partie de WACK! Art and Feminist Revolution, une exposition mis en place par le Musée d'art contemporain de Los Angeles. Le groupe devient de plus en plus populaire parmi les féministes, notamment celles issues du domaine de l'art, car elles en comprennent les paroles de par leur proximité de pensée.

#### Collaboration avec la P•P•O•W
La galerie P•P•O•W est fondée par  Wendy Olsoff and Penny Pilkington dans la première vague de la scène artistique de l'East Village à New York City in 1983. En 1988, elle déménage à Soho et en 2002 à Chelsea. P•P•O•W soutient des artistes nationales et internationales sousreprésentés : artistes féministes, de couleurs, LGBTQI. Elle représente des artistes engagés qui créent des œuvres avec un contenu social et politique. Martha Wilson travaille en étroite collaboration avec cette galerie, en y exposant ses œuvres et ses évènements depuis son adhésion en mai 2011.  Son œuvre I have become my own worst fear consiste en images de photos/textes qui sont montrés en parallèle d'une cassette vidéo réalisée en 1974. Les œuvres visibles sont 9 photos/textes créées en 2008 en parallèle avec deux œuvres remontant aux débuts de sa carrière : Alchemy de 1973 et My Authentic Self de 1974.

## Œuvre

### Performances et expositions des débuts
Depuis le début des années 1970 Wilson a produit et exposé ses œuvres dans diverses galeries et muséums, à New York et ailleurs. En 1973, son œuvre Breast Forms Permutated fait partie de l'exposition c. 7,500 d'art conceptuel produit par des femmes au California Institute of the Arts à Valencia (Californie). En avril de cette même année, elle réalise Selfportrait au Project Inc. à Cambridge, Massachusetts. Elle fait ensuite partie de l'exposition Gloria: Another Look at Feminist Art in the 1970s aux White Columns à New York en 2002, et Disband est inclus dans l'exposition Wack! Art and the Feminist Revolution au Musée d'art contemporain à Los Angeles in 2007, tout comme Incheon Women Artists' Biennale l'est à  Incheon, Corée du Sud en 2009.
Sa marque personnelle dans le domaine de ses œuvres de performances est de l'ordre de la satire politique, en se mettant en scène comme les  Premières Dames Nancy Reagan, Barbara Bush et la seconde dame Tipper Gore. En 2008 Wilson dispose de sa première exposition personnelle à New York, Photo/Text Works, 1971-1974  à la Mitchell Algus Gallery à Chelsea, New York. Dans une revue du New York Times au sujet de ce spectacle, Holland Cotter affirme que Martha Wilson est l'une des personnes les plus emblématiques de l'art de Manhattan dans les années 1970.

#### Mettre en scène le soi
De mars à mai 2009, une exposition de Wilson et Peter Dykhuis pour la galerie d'art Dalhousie à Halifax  prodigue une compréhension plus profonde de ses œuvres à travers nombres d'images fixes et de personnages construits qui entourent les interprétations que l'on peut avoir concernant un certain type de personne. Wilson crée des œuvres de photo et vidéo qui explorent sa subjectivité de femme à travers les jeux de rôles, le travestissement et l'invasion de l'identité d'autres femmes. Cette exposition souligne les étapes créatives de Wilson (avec l'utilisation des archives de  la Franklin Furnace) dans le contexte des pratiques de studio engagées dans le féminisme et les mouvements sociaux, tout comme sa dissémination de travaux d'artistes dans la même veine à travers son soutien de la Franklin Furnace.
La présence de Wilson en tant qu'agent de transformation et de changement est centrale dans l'exposition, tout d'abord à travers sa direction de la Franklin Furnace. Sa sélection de 30 projets issus de 30 ans de programmation à la Franklin Furnace devient aussi un autoportrait du genre, en ce qu'elle souligne des œuvres historiquement significatives par leur remise en question des frontières de la culture d'exposition et de mise en scène, ainsi que de la société au sens plus large,. L'exposition devient itinérante en 2013 sous les auspices de Independent Curators International.

#### Performances dans les années 2000
- Staging the Self (Transformations, Invasions and Pushing Boundaries), le 17  septembre 2011 au vernissage du livre Launch and Artist Talk au Brooklyn Museum[19]
- New York Studio Event, 30 mars 2011[20]
- Martha Wilson Dressing up and Poking Fun, dans 'Mona/Marcel/Marge/, spectacle en solo, 15 décembre 2015 à la P.P.O.W[21]
- Martha Wilson, curation par Peter Dykhuis, en ouverture au Utah Museum of Fine Arts, à Salt Lake City le 30 août 2013[22].

### Performances vidéos
Les travaux de Wilson sont en lien avec l'image, non pas l'image de l'œuvre créée mais l'image du contexte entourant un thème ou un sujet. Un exemple est son œuvre de 1974 A portfolio of models, dans laquelle elle crée une série de modèles à travers la compréhension que l'on peut soi-même avoir du sujet en question. La Déesse, La femme au foyer, L'ouvrière, la Terre Mère, la professionnelle, et La lesbienne sont des exemples tirés des représentations de Wilson.
Ces séries d'images sont basées sur des vues stéréotypées concernant le sujet approché. Un grand nombre d'œuvres de Wilson consiste en mise en scène d'images, corps et vidéo de personnages qu'elle a créés pour se connecter avec d'autres réalités.
- Premiere et performance: Halifax, Nova Scotia, Canada, 1972
- Art Sucks, Halifax, Nova Scotia, 1972
- Appearance as Value, Halifax, Nova Scotia, 1972
- Cauterisation, Halifax, Nova Scotia, 1974
- Deformation, Halifax, Nova Scotia, 1974

#### En tant que Nancy Reagan
- For Oracle séries de performance au Exit Art, New York, 1985
- Nancy Reagan Beats Cancer, Sideshows by the Seashore, Coney Island, 13 juillet 1986
- Nancy Reagan Director, Atomic Gospel Hour,[pas clair] New York City, 12 avril 1987

#### En tant que Barbara Bush
- Upstream Arts, Staten Island C.T.V., 11 mars 1991
- Separated at Birth New York City, 2003

#### En tant que Tipper Gore
- Body Politic: Mental Health, Cooper Union, NYC, 15 février 1994
- Beauty and the Beast: The Weight Thing, Tacoma, WA, 16 avril 1994

### Travaux académiques
Wilson a enseigné sur le thème du livre en tant que forme artistique, performance et médium artistique variable à la Université de York, la School of Visual Arts, le Nova Scotia College of Art and Design, entre autres.
En 1997 elle est éditrice invitée du journal d'art de la College Art Association, pour lequel elle écrit un article sur l'origien de la performance en tant que forme artistique. Entre 2003 et 2006, elle est éditrice invitée du magazine Leonardo, magazine pour lequel elle écrit un article sur l'art de la perrformance sur Internet. Wilson a reçu de nombreuses bourses pour son art de la performance, dont deux de la National Endowment for the Arts et une de la New York Foundation for the Arts fellowship. Elle a aussi été primée pour son soutien à la liberté d'expression, ce qui inclut un Obie Award.
En tant que directrice et fondatrice de la Franklin Furnace Archive’s, Martha Wilson est une propagatrice zélée des médias contemporains. La Franklin Furnace dispose un temps donné de la plus large collection de livres d'artistes aux États-Unis, et reste un jalon historique incontournable de la forme du livre d'artiste comme média. La Franklin Furnace Archive continue à soutenir l'avant-garde contemporaine à travers des fonds alloués à des artistes créatrices d'œuvres contemporaines sous représentées.
Cotter and Karen Rosenberg, du New York Times ont écrit que bien que l'organisation à but non lucratif et ses archives soit certainement la contribution majeure de Wilson au mouvement de l'art contemporain de New York, ses œuvres des débuts tiennent une place importante dans l'histoire de la performance féministe de l'Art conceptuel.

#### Événement de 2011 à l'Université de Concordia, Montreal
- Tour de l'exposition avec le curateur Peter Dykhuis, 19 janvier 2011 à la galerie d'art Leonard & Bina Ellen[25]
- Performance and Identity, 20 janvier 201 à la galerie d'art Leonard & Bina Ellen[26]
- Wilson offre sa propre perspective sur la recherche féministe, février 2011 à la Art Gallery[27]

## Prix et distinctions
- National Endowment for the Arts Fellowship, Performance Art, 1978
- National Endowment for the Arts Fellowship, Performance Art, 1983
- Prix de la Skowhegan School Governor's, 1991
- Obie Award pour son engagement en faveur de la liberté d'expression, 1992
- Bessie Award pour son engagement en faveur de la liberté d'expression, 1992
- Citation par Robert S. Clark, Nathan Cummings, Joyce Mertz-Gilmore, Rockefeller and Andy Warhol Foundations pour son engagement en faveur de la liberté d'expression, 1993
- Bourse de la New York Foundation, Performance Art, 2001
- Publication spécifique d'un objet (NYC bookstore) pour Martha Wilson Sourcebook, 2011
- Doctorat honoraire en beaux arts de la NSCAD, Halifax, 2013[28]

## Sélection de performances et expositions
- Captivating a Man, 1972
- Posturing: Drag, 1973
- Posturing: Age Transformations, 1973
- Posturing: Male Impersonator, Butch, 1973
- Breast Forms Permutated, 1973
- Transformance: Claudia, 1973
- I make up the image of my perfection / I make up the image of my deformity, 1974
- A portfolio of Models: The Goddess, The Housewife, The Working girl, The Professional, The Earth Mother, The Lesbian, 1974
- De-Formation, 1975
- Co-founded Franklin Furnace, 1976
- Queen, 1976
- Disband, 1980
- Just Say No to Arms Control, 1985
- Barbara Bush on Abuse, 1992
- Tipper Gore: Advice for the 90's, 1994
- Gloria: Another Look at Feminist Art in the 1970s, 2002
- Personal & Political, 2002
- How American Women Artists invented Post-Modernism, 2005
- The Downtown Show, 2006
- WACK! Art and the Feminist Revolution, 2007
- Martha Wilson: Photo/text works, 1971–74, 2008
- Looking Back: The White Columns Annual, 2008
- re.act.feminism, 2008
- 40 Years 40 Projects, 2009
- Martha Wilson: Staging the Self, 2009
- The Man I Wish I Was, 2010
- Donna: Avangurdia Feminista Negli Anni '70, 2010
- I have become my own worst fear, P•P•O•W Gallery, 2011
- Skin Trade, avec Larry List pour la P•P•O•W Gallery, 2013
- ADAA: The Art Show 2014, P•P•O•W Gallery, 2014
- RE-ENACTMENT Self-Portrait, 1973[29], 2014

## Collections Publiques
- Complete Halifax Collection, Collection de vidéos (1972-1974, noir et blanc, son) rassemblées en 2014, Frac Bourgogne, Dijon

## Publications
- Going Virtual, Art Journal 59, no 2 (été 2000)[30].
- The Personal Becomes Political in Time, n.paradoxa no 5 (2000): 83-90.